# Ronnie Hiort Lorenzen
Ronnie Hiort Lorenzen (født 5. april 1993 i Fløng) er en dansk skuespiller.

## Filmografi
- En kærlighedshistorie (2001)
- Elsker dig for evigt (2002)
- Tvilling (2003)
- Hold om mig (2010)

### Tv-serier
- Krøniken (2003-2006)
- Forsvar (2004)
- Øen (2007)